# Wadena (Minnesota)
Pour les articles homonymes, voir Wadena (homonymie).
La ville de Wadena (en anglais [wəˈdiːnə]) est le siège du comté de Wadena, dans l’État du Minnesota, aux États-Unis. Une partie de Wadena s’étend sur le comté d'Otter Tail. Sa population s’élevait à 4 088 habitants lors du recensement de 2010, estimée à 4 075 habitants en 2017.

## Source
- (en) Cet article est partiellement ou en totalité issu de l’article de Wikipédia en anglais intitulé « Wadena, Minnesota » (voir la liste des auteurs).